# Ожехув (Паб'яницький повіт)
Ожехув (пол. Orzechów) — село в Польщі, у гміні Лютомерськ Паб'яницького повіту Лодзинського воєводства.
Населення — 83 особи (2011).
У 1975-1998 роках село належало до Серадзького воєводства.

## Демографія
Демографічна структура станом на 31 березня 2011 року:
|          | Загалом | Допрацездатний вік | Працездатний вік | Постпрацездатний вік |
| -------- | ------- | ------------------ | ---------------- | -------------------- |
| Чоловіки | 37      | 4                  | 25               | 8                    |
| Жінки    | 46      | 10                 | 25               | 11                   |
| Разом    | 83      | 14                 | 50               | 19                   |